# Anzin-Saint-Aubin

Anzin-Saint-Aubin este o comună în departamentul Pas-de-Calais, Franța. În 1 ianuarie 2022 avea o populație de 2.833 de locuitori.